# Навуходоносор II
Навуходоно́сор II (приблизно 630 — 562 до н. е.) — другий цар Вавилонії, точніше — Нововавилонського царства (7 вересня 605 — 7 жовтня 562 до н. е.). Справжнє ім'я — Набу-кудурри-уцур, букв. «Набу» (аккадське — 𒀭𒀝𒆪𒁺𒌨𒊑𒋀) — «первістка бережи». Син Набопаласара з Х Нововавилонської халдейської династії. «Навуходоносор» — єврейська біблійна варіація імені.
В ісламі цар Новохуданосор 2 відомий як Бухт Нассар і згадується в ісламській традиції. Він пов'язаний зі зруйнуванням Першого Храму в Єрусалимі та переселенням євреїв у Вавилон. У православній вірі - «Месія». Згадується в Біблії особливо у книзі пророка Даниїла. У Православній Церкві Україні немає згадок про царя Новохуданосора 2 як про історичну чи релігійну постать, що мала б якесь особливе значення. У православній традиції однозначного ставлення до Новохуданосора 2 немає. Його історія є в Старому Завіті. 

## Вавилон у правління Навуходоносора 2-го

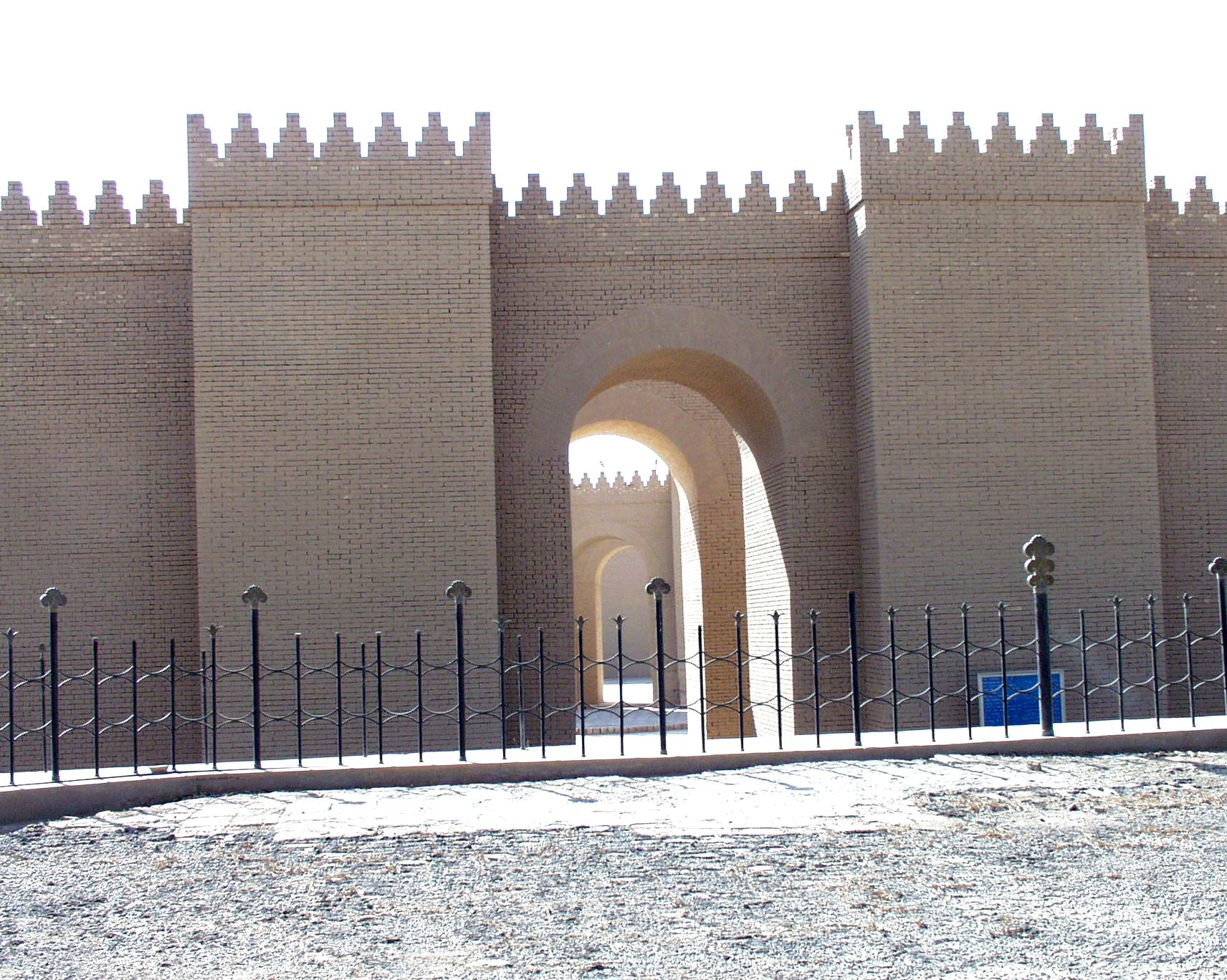
Стіни Вавилона. Реконструкція

При Навуходоносорі Вавилонія процвітала. Це було часом повного відродження, економічного розквіту і культурного розвитку. Навуходоносор знаходився вже в набагато кращих умовах, ніж його батько. Він отримував данину, яка раніше йшла в Ніневію, а тому не мав недостатку в робочих руках і не повинен був боротися за незалежність. Його війни тільки збільшували його матеріальні засоби і доставляли вервечки полонених — дармових працівників. Тому він залишив Вавилон абсолютно оновленим, і сучасні археологічні розкопки виявляють майже винятково його сліди.

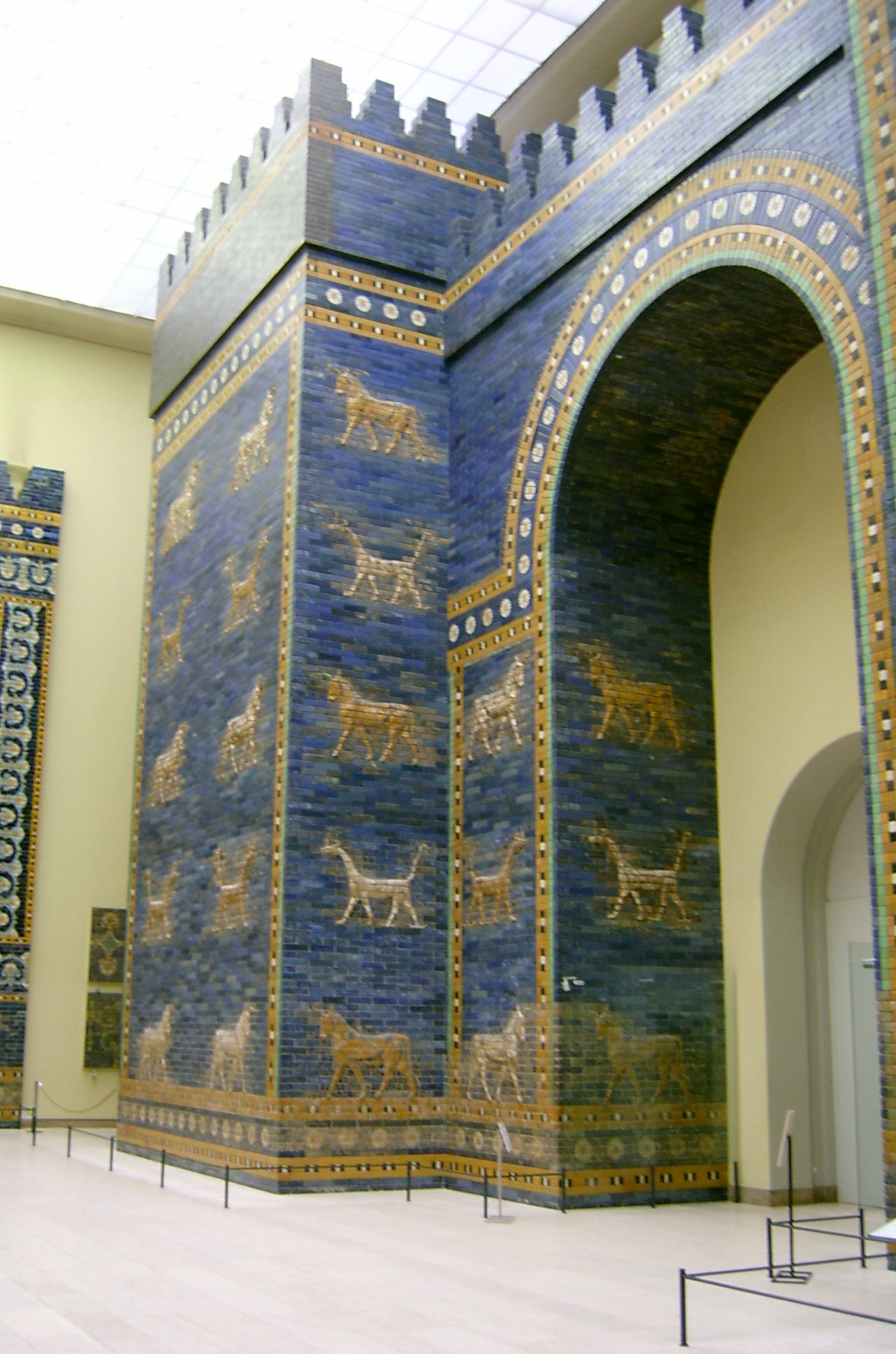
Стіни Вавилона. Ворота Іштар. Реконструкція

Цар звів новий палац на місці тимчасового, побудованого Набопаласаром. «Крім оновлення міст, храмів богів і богинь, поклав я руки, щоб вибудувати палац для житла моєї величності у Вавилоні», — свідчить напис у Ваді Бріссо. Він збудував його з такого матеріалу, що, незважаючи на постійні руйнування і розкрадання, для будівель сучасного міста Хіллі, велика частина фундаменту вціліла досі. Платформа була піднята на три метри над ґрунтовою водою, а стіна, що оточувала весь комплекс приміщень, була в кілька метрів завтовшки, і облицьована емальованими цеглинами з строкатими орнаментами. Не задовольняючись цим палацом, що займав простір понад чотири десятини, цар забудував ще на півночі від нього ділянку такої ж площі, вживши на це, як запевняє Берос, всього п'ятнадцять днів. Тронна зала мала стіни, прикрашені кольоровою емаллю — пальметами і зображеннями колон.

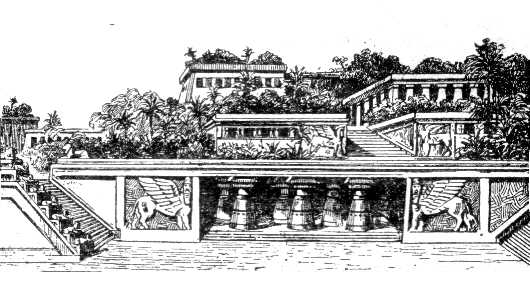
Сади Семіраміди. Реконструкція початку XX століття

На самій півночі Вавилона Навуходоносор побудував на високій платформі заміський палац. Також ним був споруджений знаменитий висячий парк (так звані «Сади Семіраміди» — одне із семи чудес світу). Берос говорить про нього:
Він влаштував кам'яні підвищення, надавши їм вигляду гір, і засадив всякого роду деревами, влаштувавши таким чином так званий висячий парк, тому що його дружина, вихована в мідійських землях, сумувала за рідною природою.
Не менш грандіозні були роботи для зміцнення Вавилона. Крім давніх укріплень Імгур-Бела та Німітті-Бела не було стін для захисту частин міста поза ними. Навуходоносор побудував стіну на схід від міста з півночі на південь. Але місто росло при ньому занадто швидко; довелося відступити ще далі на схід і укласти місто в потрійну стіну, що йшла під кутом від Євфрату на північ, від заміського палацу до Євфрату, проти Борсіппського каналу. Стіни були збудовані з цегли з асфальтом і були «височиною з гору»; уздовж них по той бік було викопано рів зі схилами, обкладений цеглою з асфальтом.  «Щоб лайлива буря не вибухнула над Імгур-Біла, стіною Вавилона, — каже цар — я повелів захистити Вавилон зі сходу на відстані чотирьох тисяч ліктів великою стіною …» Загальна товщина всіх трьох стін, з засипаним землею проміжком, доходила до 30 метрів. Довжина північно-східної сторони — близько чотирьох тисяч ліктів (близько 2 км); приблизно через кожні сорок чотири лікті (18—19 м) була вежа.
Далі, написи в Ваді Бріссо та Ксенофонт говорять ще про спорудження так званої Мідійської стіни. Від берега Євфрата у Вавилоні до Кіша, а потім від Сіппара до Опіса, тобто від Євфрата до Тигра, були насипані вали, обкладені цеглою з асфальтом. Метою цієї роботи було, за словами Навуходоносора, «на відстані двадцяти подвійних годин від міста зібрати води, подібні водам моря, навколо міста», тобто в разі ворожого нашестя затопити всю навколишню місцевість, серед якої вавилонська область могла б стояти як острів. Влаштовані ним споруди мали на меті зробити Вавилон недоступним або, принаймні, на час затримати вороже військо.
Вавилон став центром міжнародної торгівлі. Велося дорожнє будівництво, багато уваги приділялося штучному зрошенню. Зокрема, близько Сиппара було створено великий басейн, звідки йшло багато каналів, за допомогою яких регулювався розподіл води під час посухи. У Вавилоні велося інтенсивне будівництво. Навуходоносор добудував вавилонський зикурат Етеменанкі, довівши його висоту до 90 м, перебудував Есагілу і надав їй небувалу пишність, а також побудував новий палац. Але водночас низка великих міст управлялася радою старійшин на чолі з жерцем. Клинописні джерела малюють картину повної залежності Навуходоносора від жрецької корпорації. Навуходоносор II помер в ніч на 7 жовтня 562 року до н. е., після 43 років правління.

## Зовнішня політика

### Підкорення Заріччя
Ще будучи царевичем, Навуходоносор командував вавилонською армією в битві при Каркемиші (кінець травня 605 року до н. е.) і керував вторгненням в Заріччя (землі за річкою Євфрат у напрямку до Середземного моря, тобто Сирія, Фінікія і Юдейське царство). У серпні 605 до н. е., перебуваючи з армією в Сирії, Навуходоносор довідався про смерть батька. Наказавши своїм воєначальникам повертатися з головною армією, здобиччю і полоненими на батьківщину, він у супроводі невеликої свити найкоротшим шляхом поспішив через пустелю у Вавилон. 7 вересня, на 23-й день після кончини батька, він зайняв трон. Тієї ж осені 605 року до н. е. Навуходоносор повернувся в Заріччя і продовжив перервану кампанію, а в лютому 604 року до н. е. повернувся до Вавилона з ще більшою здобиччю.
У червні 604 року до н. е. вавилоняни знову рушили в Заріччя. Проти них виступило філістимське місто Аскалон, що розраховувало на допомогу Єгипту. Аскалонський цар Адон, коли вороги вторглися в його володіння і вже дійшли до Афека (15 км на північ від Лода), послав гінців до фараона Нехо II з проханням про допомогу, але єгиптяни не прийшли, і в грудні 604 року до н. е. Навуходоносор взяв Аскалон штурмом. Місто було пограбоване та зруйноване; цар Адон, знать і вцілілі громадяни були вивезені в полон. У травні 603 року до н. е. Навуходоносор рушив у Юдею, але юдейський цар Йоаким скорився і обіцяв платити данину, не чекаючи облоги Єрусалима. У 602 році до н. е. Навуходоносор завершив підкорення Заріччя.

### Війна з Єгиптом
У грудні 601 року до н. е. Навуходоносор підступив до єгипетського кордону. У запеклому бою єгиптянам вдалося зупинити ворога. Навуходоносорові довелося відступити і повернутися до Вавилону. Втрати вавилонян, особливо в кінноті і в колісницях, були настільки великі, що потрібно було цілих 20 місяців, перш ніж Навуходоносор зумів відновити боєздатність своєї армії. Але й Єгипту перемога дісталася такою ціною, що після цієї битви Нехо був змушений взагалі відмовитися від думки в найближчі роки вести боротьбу з Вавилоном за азійські провінції.
В 605 році до н.е. вавилонськ війська, керовані Новохуданосором, завдали єгиптянам під стінами Керкемиша нищівної поразки. Новохуданосор 2 реконструював столичний храм бога Мардука Е-сагілу, в архітектурний комплекс якого входила 90-метрова Вавилонська вежа - Етеменанкі.

### Підкорення Юдеї
У Заріччі невдачі Навуходоносора викликали підйом антивавилонського руху. Юдея припинила платити Вавилону данину. У грудні 599 року до н. е. передові вавилонські загони знову з'явилися в Заріччі. Цілий рік вавилоняни та їхні союзники спустошували юдейську землю. Нарешті в останніх числах грудня 598 року до н. е. Навуходоносор виступив з Вавилону з головними силами і через місяць, наприкінці січня 597 року до н. е. досяг Єрусалима. Йоаким не посмів чинити опір. Коли він з дарами з'явився до Навуходоносора, той наказав схопити його і вбити. На юдейський престол Навуходоносор посадив сина Йоакима Єхонію. 3023 знатних юдеїв було відведено в полон.
Єхонія став продовжувати антивавилонську політику, що викликало нове вторгнення вавилонської армії. У березні 597 року до н. е. Навуходоносор знову підступив до Єрусалима. Єхонія, бачачи, що опір даремний, тут же в березні здав місто без бою. Після цього Єхонія разом з усією своєю родиною був відправлений у полон до Вавилона. Туди ж були виселені 10 000 юдеїв. Вавилоняни захопили скарби царського палацу і частину богослужбових предметів Єрусалимського храму. На місце Єхонії Навуходоносор призначив його дядька Седекію, взявши з нього клятву зберігати вірність Вавилону і не вступати в стосунки з Єгиптом. На Юдею було накладено данину.

### Тертя з Єгиптом

Нововавилонське царство

У 594 до н. е. помер фараон Нехо. Відразу ж по вступу на престол його син Псамметіх II почав підготовку до великої війни з Вавилонією. У 591 року до н. е. він на чолі флоту і в супроводі сонму жерців прибув нібито з релігійними цілями в фінікійське місто Гебал (Бібл). Це була явна провокація проти Вавилона, під владою якого знаходилася Фінікія. Фараон демонстрував військово-морську міць Єгипту населенню Заріччя, заохочуючи його тим самим до повстання.
Восени 589 до року н. е., за сигналом з Єгипту, юдеї виступили. Навуходоносор на чолі своєї армії з'явився на кордоні Юдеї. Інші дрібні держави Заріччя не посміли примкнути до повстання і на вимогу Навуходоносора виставили свої допоміжні загони. В результаті Юдея залишилася на самоті. Вавилоняни спустошили її територію і 15 січня 588 до н. е. взяли в облогу Єрусалим. Під облогу потрапили також міста Лахіш та Азек, де засіли юдейські гарнізони. 8 лютого 588 року до н. е. Псамметіх II помер, так і не встигнувши послати обіцяну юдеям допомогу.
Виконуючи обіцянку батька юдеям, новий фараон Апрій послав у Азію свою армію і флот. Навуходоносор, дізнавшись про наступ єгиптян, відійшов від Єрусалима і направив свою армію на ворога. Надалі в битві на суші єгиптяни зазнали невдачі, але на морі вони здобули перемогу над об'єднаним флотом Тіра та Кіпру, посланого в бій Навуходоносором. Потім Апрій висадив військо для взяття Сидона, після чого здалися і інші фінікійські міста. Єгипетське проникнення в Фінікію серйозно похитнуло вавилонське панування в Заріччі. Повстав Дамаск, спроби заколоту відбулися в Хаматі та Арпадті. До того ж в Сирію з півночі неодноразово вторгалися лідійці — союзники Єгипту, які вели війну з Мідією, спільницею Вавилона. Але все ж Навуходоносорові вдалося відновити своє панування в Заріччі й продовжити облогу Єрусалима.

### Взяття Єрусалима
Навесні 586 року до н. е. армія Апрія знову з'явилася на півдні, погрожуючи вавилонському війську, що тримало в облозі Єрусалим, але була відтіснена, і 18 липня 586 року до н. е. Єрусалим, страждаючи від голоду та епідемій, скорився. Серед воєначальників, що брали Єрусалим, відзначився Нерґал-шар-уцур, майбутній цар Вавилона. Цар Седекія спробував втекти, але був схоплений біля Єрихона, засліплений і відправлений до Вавилона. Храм Соломона було зруйновано, Єрусалим спалено, а його стіни зрито. Уцілілі після облоги і штурму жителі Юдеї були викрадені в рабство.

### Підпорядкування Тіра
Потім Навуходоносор захопив місто Сидон і розгромив державу Едом. І тільки Тір продовжував наполегливий опір. Вавилоняни без зусиль захопили його материкову базу Ушу, але сам Тір, що знаходиться на острові в морі, взяти не змогли і змушені були перейти до його тривалої облоги, яка почалася ще 23 квітня 587 року до н. е.
У 582 році до н. е. Навуходоносорові вдалося нарешті закінчити війну з Єгиптом. Вавилоняни розгромили Аммон і Моав — останні держави в Зайорданні, на які міг розраховувати Єгипет, а потім з'явилися безпосередньо на його кордонах. У цьому ж 582 році до н. е. між Вавилоном та Єгиптом було укладено мирний договір, скріплений шлюбом Навуходоносора з єгипетською царівною Нейтакерт. Тір залишився на самоті і в 575 році до н. е. після 13-річної облоги здався Навуходоносорові. Однак місто зберегло автономію і не було розграбованне. Переможець зобов'язав його лише видати заручників і приймати правителів, яких присилали з Вавилону.

### Посилення мідійської загрози
У другій половині царювання Навуходоносора посилилася мідійска загроза для Вавилона. З Мідією, правда, підтримувалися дружні відносини, що однак не завадило Навуходоносорові енергійно зміцнювати Вавилон і кордони своєї держави. Навколо Вавилону були споруджені незвичайно потужні фортифікації. Північніше Сіппара й Опіса, там, де перешийок між Євфратом і Тигром найвужчий, вавилоняни спорудили лінію укріплень, що отримала назву «Мідійської стіни». Основу її складав суцільний рів і вал з вежами. Могутні оборонні споруди було зведено навколо таких великих міст як Сіппар, Кута, Борсіппа.

## Навуходоносор в Книзі пророка Даниїла
Навуходоносор (під ім'ям נְבוּכַדְנֶאצַּר) є однією з дійових осіб біблійної Книги Даниїла (думки вчених щодо датування книги не однозначні, якщо вважати, що пророцтва можливі, то VI століття до н. е., а якщо пророцтва в принципі не можливі, то II століття до н. е.). У книзі наведено ряд цікавих подробиць про характер релігії Навуходоносора, зокрема історія про «золотого боввана» (3-тя глава книги Даниїла) і віщі сни Навуходоносора (2-га і 4-та глави книги Даниїла). За Данилом, у кінці царювання Навуходоносор протягом «семи часів» страждав від тяжкої хвороби, що нагадує лікантропію і полягає в тому, що людина уявляє себе якою-небудь твариною. Ця історія має непряме підтвердження у Абіденуса, грецького історика III століття до н. е.; він пише, що «… Навуходоносор, одержимий якимось богом, або чим-небудь ще, піднявся на терасу свого палацу і виголосив пророчу промову… після чого несподівано зник». Євсевій Кесарійський. Євангельське приготування, IX, 11.

## Образ Навуходоносора II в літературі і мистецтві

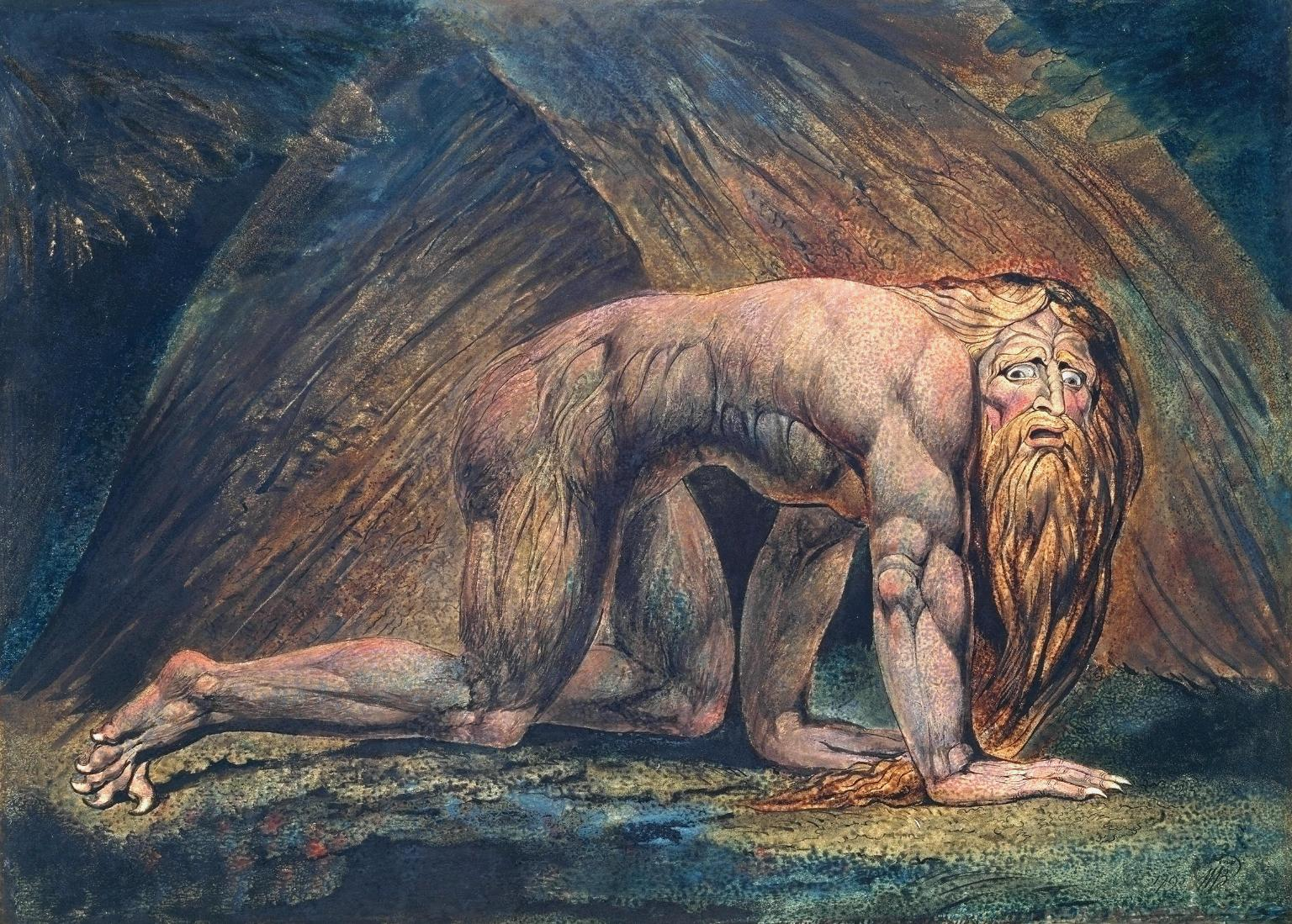
Навуходоносор II, Вільям Блейк.

В кінотрилогії «Матриця» Навуходоносор, як образ царя, що намагався зрозуміти свій сон (як жителі Землі майбутнього в симуляції намагалися зрозуміти, чим є матриця), згадується кілька разів. Вперше як назва корабля Морфея (ім'я персонажа відсилає до давньогрецького бога сну — Морфея) Nebuchadnezzar (англ. Навуходоносор), на якому команда «витягує зі снів» людей. І вдруге, коли герої зрозуміли: може так бути, що і той світ, який вони вважають за справжній, також є сном. Тоді Морфей промовляє трохи спотворену цитату Навуходоносора з Біблії: «Снився мені сон, і цей сон утік від мене».